# Notostomus robustus
Notostomus robustus är en kräftdjursart som beskrevs av Sidney Irving Smith 1884. Notostomus robustus ingår i släktet Notostomus och familjen Oplophoridae. Inga underarter finns listade i Catalogue of Life.